# Geranomyia bogongicola
Geranomyia bogongicola är en tvåvingeart som först beskrevs av Alexander 1930.  Geranomyia bogongicola ingår i släktet Geranomyia och familjen småharkrankar. Inga underarter finns listade i Catalogue of Life.